# Armand Penverne
Armand Penverne (* 26. November 1926 in Pont-Scorff, Département Morbihan; † 28. Februar 2012 in der Nähe von Marseille) war ein französischer Fußballspieler und -trainer.

## Vereinskarriere

### 1947–1956: ein Erfolg jagt den nächsten
Über die fußballerischen Anfänge des eher defensiven Außenläufers und die Umstände seines Wohnortwechsels von der Bretagne in die Champagne ist wenig bekannt; 1933 zogen seine Eltern aus beruflichen Gründen nach Versailles. In der Saison 1947/48 bestritt er sein erstes Spiel in der Division 1 für Stade de Reims, und bereits ein Jahr später wurde er zum ersten Mal französischer Meister, 1950 auch Pokalsieger. 1952 bestritt er sein erstes Länderspiel für die Équipe Tricolore, 1953 gewann er seinen zweiten Meistertitel und die Coupe Latine, 1954 nahm er an seiner ersten Weltmeisterschaftsendrunde teil, 1955 wurde er erneut Landesmeister, erstmals Gewinner des französischen Supercups, war Finalist in der Coupe Latine und verzeichnete erste Einsätze im neu geschaffenen Europapokal der Landesmeister. Allerdings fehlte er im Endspiel, das 1956 gegen Real Madrid 3:4 verloren ging.

### Ein wichtiger Spieler in einer der besten Mannschaften Europas
Die Aufzählung von Armand Penvernes Mitspielern bei Reims liest sich wie ein Who's Who des französischen Fußballs der 1950er Jahre: zwischen Torwart (Paul Sinibaldi, später Dominique Colonna) und hochkarätigen Offensivkräften (Raymond Kopa, Bram Appel, Pierre Sinibaldi, Michel Hidalgo, Léon Glovacki, René Bliard, Jean Vincent, Just Fontaine, Roger Piantoni) standen sichere Defensivspieler wie Roger Marche, Robert Jonquet, Albert Batteux, Michel Leblond, Simon Zimny – und eben über ein Jahrzehnt auch Penverne, dessen Spielweise als sachlich und zuverlässig beschrieben wird, der aber auch der „strategische Kopf“ beim Umschalten von Abwehr auf Angriff war. Albert Batteux übrigens begleitete und unterstützte Penvernes Karriere gleich dreifach: als Mitspieler (bis 1950), als Vereinstrainer (1950–1959) und als selectionneur der Nationalelf (ab 1955).

### 1957–1959: „Aufhören, wenn es am schönsten ist“
Dass alle bisherigen Erfolge Penverne noch keineswegs „satt gemacht“ hatten, zeigte die Spielzeit 1957/58, die wohl seine erfolgreichste war. In dieser Saison gewann er mit Reims den französischen Doublé aus Meisterschaft (Penverne fehlte nur in einem einzigen Spiel) und Pokal, wurde erneut Supercupgewinner seines Landes und nahm an seiner zweiten Fußball-Weltmeisterschaft teil, die mit Frankreichs bis dahin bestem Abschneiden bei einer WM endete: in Schweden wurden Les Bleus Dritte, und nach dem 6:3-Sieg gegen Deutschland im Spiel um Platz 3 bekam ihr Mannschaftskapitän Penverne als erster die Medaille umgehängt.
Nach Reims’ zweitem Europapokalfinale gegen Real Madrid (1959), in dem der mittlerweile 32-jährige diesmal auch selbst auf dem Rasen des Stuttgarter Neckarstadions stand und das trotz der 0:2-Niederlage einen letzten sportlichen Höhepunkt für ihn darstellte, trennte Penverne sich von Stade Reims, um seine aktive Zeit bei Red Star Paris in der zweiten Liga ausklingen zu lassen. 1960/61 kehrte er aber doch noch in die höchste Spielklasse zurück; beim Limoges FC, wo sein ehemaliger Mitspieler Pierre Flamion erfolgreich als Trainer arbeitete, kam er zwar nicht mehr zu Titeln, brachte es aber noch auf 32 Erstligaeinsätze und drei Tore.

## Der Nationalspieler
Zwischen Oktober 1952 und Dezember 1959 spielte Armand Penverne insgesamt 39-mal (36-mal für Reims, 3-mal für Red Star) in der Équipe Tricolore, erzielte dort auch zwei Tore (eins davon gleich in seinem zweiten Spiel, dem 2:1 in Österreich) und war in sieben Länderspielen auch Mannschaftskapitän der Bleus. Außerdem wurde er in einem inoffiziellen Länderspiel, dem Watersnoodwedstrijd gegen niederländische Berufsfußballer am 12. März 1953, eingesetzt.
Er war Teilnehmer der Weltmeisterschafts-Endrunden 1954 (ein Einsatz) und 1958 (alle sechs Spiele, beim 6:3 gegen Deutschland um den dritten Platz als Spielführer). Seinen internationalen Abschied gab er Ende 1959 beim 5:2 über Österreich.

## Leben nach der Zeit als Aktiver
Der Fußball spielte auch nach seinem letzten Jahr als Spieler bei Limoges noch eine wichtige Rolle: Penverne übernahm das Traineramt beim krisengeschüttelten Zweitligisten Olympique Marseille, beendete das Engagement aber nach nur sechs Monaten. Es folgte eine Zeit als Spielertrainer beim unterklassigen Étoile Sportive et Club Naval La Ciotat. Anschließend arbeitete er etliche Jahre als Südfrankreich-Repräsentant der Geschäfte seines ehemaligen Mitspielers Raymond Kopa.
Penverne starb, 85-jährig, am 28. Februar 2012 in Marseille.

## Penvernes Laufbahn im Überblick

### Stationen
- 1947–1959: Stade de Reims
- 1959/60: Red Star Paris (in der D2)
- 1960/61: Limoges FC
- Trainer bei Olympique Marseille
- Spielertrainer bei ESCN La Ciotat

### Palmarès
- Französischer Meister: 1949, 1953, 1955, 1958 (und Vizemeister 1954, außerdem je dreimal Dritter und Vierter der D1; lediglich 1956 nur Platz 10 mit Reims)
- Französischer Pokalsieger: 1950, 1958
- Gewinner der Coupe Charles Drago: 1954
- Gewinner des französischen Supercups (Trophée des Champions): 1955, 1958
- Europapokale: Finalist im Landesmeisterwettbewerb 1959, Gewinner der Coupe Latine 1953 (und Finalist 1955)
- 39 A-Länderspiele, dabei siebenmal Spielführer; zwei Treffer
- 365 Einsätze und 36 Tore in der D1 (333/33 für Reims, 32/3 für Limoges)